# Michał Witalis
Michał Witalis (ur. 1827? w Bistuszowej, zm. 20 marca 1888 tamże) – chłop, poseł do Sejmu Krajowego Galicji i do austriackiej Rady Państwa.
Chłop, posiadający gospodarstwo w Bistuszowej w powiecie tarnowskim. Od 1846 był wójtem w rodzinnej wsi. W Bistuszowej zaś założył szkołę i ufundował okazałą kapliczkę domkową z figurą św. Jana Nepomucena. Podczas rabacji uratował od śmierci rodziny okolicznych ziemian Bossowskich i Rychterów. Z zawodu był stolarzem. Ufundował m.in. ławki, baldachim i postacie przyozdabiające ambonę w kościele św. Katarzyny w Ryglicach.
Poseł do Sejmu Krajowego Galicji I kadencji (1861–1867),Wybrany w IV kurii obwodu Tarnów, z okręgu wyborczego nr 66 Tarnów-Tuchów.
Poseł do austriackiej Rady Państwa I kadencji (3 maja 1861 – 20 września 1865), wybrany w kurii XXI – jako delegat z grona posłów wiejskich okręgów: Jasło, Rzeszów, Łańcut, Leżajsk, Rozwadów, Tyczyn, Tarnów, Dąbrowa, Dębica, Ropczyce, Mielec.
Pochowany na cmentarzu parafialnym w Ryglicach.

## Życie rodzinne
Syn chłopa Michała (1780–1833) i Zofii z Trojanowskich.18 listopada 1823 poślubił w Bistuszowej Mariannę z domu Sikorską, córkę Pawła, z którą miał trójkę dzieci: Jana, Franciszka oraz Juliannę, której potomkowie żyją do dziś w Ryglicach oraz Krakowie.